# هربرت شیلر

هربرت شیلر

هربرت ایروینگ شیلر (به انگلیسی: Herbert Schiller) (۵ نوامبر ۱۹۱۹–۲۹ ژانویه ۲۰۰۰) منتقد رسانه‌ای، جامعه‌شناس، نویسنده و محقق آمریکایی بود. وی دکترای خود را در ۱۹۶۰ از دانشگاه نیویورک دریافت کرد.
شیلر در مورد دو روند عمده در نوشتارها و سخنرانی‌های پربار خود هشدار داد: اشغال خصوصی فضای عمومی و نهادهای عمومی در داخل و سلطه شرکت‌های بزرگ ایالات متحده آمریکا بر زندگی فرهنگی در خارج از کشور، به ویژه در کشورهای در حال توسعه. هشت کتاب و صدها مقاله وی در هر دو مجله علمی و پرطرفدار وی را به عنوان شخصیتی کلیدی در تحقیقات ارتباطات و در بحث‌های عمومی دربارهٔ نقش رسانه‌ها در جامعه مدرن تبدیل کرد. او عمدتا با اصطلاح "آگاهی بسته بندی شده" شناخته شده بود، که استدلال می کند رسانه های آمریکایی توسط چند شرکت کنترل می شوند که "ایجاد، پردازش، پالایش و نظارت بر گردش تصاویر و اطلاعاتی که عقاید، نگرش ها و در نهایت رفتار ما را تعیین می کنند." شیلر از شرکت تایم وارنر به عنوان نمونه ای از آگاهی بسته بندی شده نام برد و اظهار داشت که «اساساً این شرکت بر انتشارات، تلویزیون کابلی، ضبط، نوارها و فیلمسازی تسلط دارد.
شیلر با یک استاد دانشگاه به نام آنیتا شیلر ازدواج کرده است.